# Mahmoud Abdul-Rauf
Mahmoud Abdul-Rauf geboren als Chris Wayne Jackson (Gulfport, 9 maart 1969) is een voormalig Amerikaanse basketbalspeler bij de NBA. Zijn spelerspositie was pointguard.

## Begin van carrière
Abdul-Rauf speelde basketball op Gulfport High School in zijn thuisstaat Mississippi. Daarna speelde hij college basketball op Louisiana State University. Hij nam deel aan de NBA draft in 1990 en werd als derde gekozen in de eerste ronde door de Denver Nuggets.

## Professionele loopbaan
In 1990 maakte hij zijn debuut bij de Denver Nuggets. In zijn debuutjaar werd Abdul_Rauf geselecteerd voor het NBA All-Rookie Second Team. Zowel in het seizoen 1993/1994 als 1995/1996 kende Abdul-Rauf het hoogste vrijwerp-percentage van het seizoen. Hij speelde zes seizoenen voor de Nuggets, tot hij in 1996 werd geruild voor Šarūnas Marčiulionis en een 1996 tweede ronde draft naar de Sacramento Kings. Hij speelde bij de Kings tot in het seizoen 1998 toen hij ging spelen voor het Turkse Fenerbahçe. Hij tekende in 2000 als vrije speler bij de Vancouver Grizzlies en speelde er tot in 2001.
In 2003 tekende hij bij de Russische club PBK Ural-Great Perm waar hij speelde tot in 2004. In 2004 tekende hij bij het Italiaanse Roseto Sharks waar hij in 2005 alweer vertrok. Nadien speelde hij van 2006 tot 2007 hij voor het Griekse Aris BC en van 2007 tot 2008 speelde hij voor het Saoedische Al-Ittihad Jeddah. Van 2009 tot 2011 speelde hij nog voor het Japanse Kyoto Hannaryz.

## Privéleven
In 1991 bekeerde Abdul-Rauf zich tot de islam en in 1993 veranderde hij officieel zijn naam van Chris Wayne Jackson naar Mahmoud Abdul-Rauf. Hij heeft vijf kinderen.

## Statistieken
- Op dit moment enkel NBA, data van andere competities ontbreekt.

### Regulier seizoen
| Seizoen | Team                | WG  | WS  | MPW  | 2P%  | 3P%  | FW%   | RPW | APW | SPW | BPW | PPW  |
| ------- | ------------------- | --- | --- | ---- | ---- | ---- | ----- | --- | --- | --- | --- | ---- |
| 1990/91 | Denver Nuggets      | 67  | 19  | 22,5 | 41,3 | 24,0 | 85,7  | 1,8 | 3,1 | 0,8 | 0,1 | 14,1 |
| 1991/92 | Denver Nuggets      | 81  | 11  | 13,0 | 42,1 | 33,0 | 87,0  | 1,4 | 2,4 | 0,5 | 0,0 | 10,3 |
| 1992/93 | Denver Nuggets      | 81  | 81  | 33,5 | 45,0 | 35,5 | 93,5  | 2,8 | 4,2 | 1,0 | 0,1 | 19,2 |
| 1993/94 | Denver Nuggets      | 80  | 78  | 32,7 | 46,0 | 31,6 | 95,6  | 2,1 | 4,5 | 1,0 | 0,1 | 18,0 |
| 1994/95 | Denver Nuggets      | 73  | 43  | 28,5 | 47,0 | 38,7 | 88,5  | 1,9 | 3,6 | 1,1 | 0,1 | 16,0 |
| 1995/96 | Denver Nuggets      | 57  | 53  | 35,6 | 43,4 | 39,2 | 93,0  | 2,4 | 6,8 | 1,1 | 0,1 | 19,2 |
| 1996/97 | Sacramento Kings    | 75  | 51  | 28,4 | 44,5 | 38,2 | 84,6  | 1,6 | 2,5 | 0,7 | 0,1 | 13,7 |
| 1997/98 | Sacramento Kings    | 31  | 0   | 17,1 | 37,7 | 16,1 | 100,0 | 1,2 | 1,9 | 0,5 | 0,0 | 7,3  |
| 2000/01 | Vancouver Grizzlies | 41  | 0   | 11,9 | 48,8 | 28,6 | 75,9  | 0,6 | 1,9 | 0,2 | 0,0 | 6,5  |
| Totaal  | Totaal              | 586 | 336 | 26,7 | 44,2 | 35,4 | 90,5  | 1,9 | 3,5 | 0,8 | 0,1 | 14,6 |

### Play-offs
| Seizoen | Team           | WG | WS | MPW  | 2P%  | 3P%  | FW%   | RPW | APW | SPW | BPW | PPW  |
| ------- | -------------- | -- | -- | ---- | ---- | ---- | ----- | --- | --- | --- | --- | ---- |
| 1994    | Denver Nuggets | 12 | 12 | 28,3 | 37,0 | 32,4 | 93,5  | 1,5 | 2,5 | 0,4 | 0,1 | 12,9 |
| 1995    | Denver Nuggets | 3  | 2  | 25,3 | 36,4 | 16,7 | 100,0 | 1,7 | 1,7 | 0,7 | 0,0 | 13,3 |
| Totaal  | Totaal         | 15 | 14 | 27,7 | 36,9 | 28,6 | 95,6  | 1,5 | 2,3 | 0,1 | 0,1 | 13,0 |